# Магічні числа
Магічні числа (англ. magic numbers) — в ядерній хімії — числа 2, 8, 20, 28, 50, 82, 126. Значення їх полягає в тому, що коли число протонів або нейтронів (особливо обох) рівне цим числам, ядра звичайно бувають особливо стійкими.